# Lipiec 2016

## 31 lipca
- Siedmiu członków rodziny, w tym dwoje nieletnich, zastrzelono w owładniętym przemocą meksykańskim stanie Guerrero. (wp.pl)
- W centrum Austin w Teksasie nieznany napastnik zaczął strzelać z broni palnej. Zginęła 30-letnia kobieta a co najmniej trzy osoby zostały ranne. (onet.pl)
- Uzbrojeni mężczyźni, którzy od dwóch tygodni okupowali posterunek w Erywaniu, poddali się. Zatrzymano 20 osób. (tvn24.pl)
- Tysiące zwolenników tureckiego prezydenta Recepa Erdoğana zebrały się w Kolonii na demonstracji poparcia dla władz Turcji po nieudanym puczu wojskowym sprzed dwóch tygodni. Organizatorzy podali, że w demonstracji brało udział 50 tys. uczestników, miejscowa policja podała, że 30 tys. ludzi. (tvn24.pl)
- Papież Franciszek ogłosił, że następne Światowe Dni Młodzieży odbędą się w roku 2019, w Panamie. (onet.pl)
- Zakończyły się Światowe Dni Młodzieży 2016 w Krakowie. (onet.pl)
- Władze Australii zapowiedziały regulację długości i szerokości geograficznej swojego kraju na skutek przesuwania się kontynentu. Obecne współrzędne Australii różnią się o ponad metr od oficjalnie podawanych pomiarów, co może powodować duże utrudnienia w najnowszych systemach GPS. (tvnmeteo.tvn24.pl)

## 30 lipca
- Turecka armia zabiła 35 kurdyjskich bojowników Partii Pracujących Kurdystanu, którzy zaatakowali bazę wojskową w prowincji Hakkari na południowym wschodzie kraju. (onet.pl)
- Balon na ogrzane powietrze, którym podróżowało co najmniej 16 osób, zapalił się i runął na ziemię w środkowym Teksasie. Według miejscowego szeryfa nikt nie przeżył katastrofy. (wp.pl)

## 29 lipca
- Od 25 lipca ponad 90 osób zginęło w Nepalu i Indiach z powodu monsunowych deszczów. 2 miliony ludzi zostało zmuszonych do opuszczenia swoich domów. Trwające ulewy spowodowały wystąpienia rzek, powodzie oraz osunięcia terenu[1].
- 165 osób zatrzymano po rozpędzeniu przez armeńską policję piątkowej antyrządowej demonstracji w Erywaniu. W wyniku zamieszek, które wybuchły w mieście, do szpitala trafiło 60 osób. Do rozpędzenia manifestantów policja użyła pałek, granatów dymnych i hukowych. (tvn24.pl)
- Przedstawiciel NATO zginął w wyniku eksplozji na poligonie w obwodzie sumskim, do której doszło podczas utylizacji pocisków do rakiet bojowych. W wyniku wybuchu śmierć poniosły jeszcze dwie osoby, kolejne dwie są ciężko ranne. (onet.pl)
- Najwyższa Rada Wojskowa Turcji awansowała 99 pułkowników do rangi generałów, a kolejnych 48 wysłała na emeryturę. Z kolei minister spraw wewnętrznych Turcji Efkan Ala powiedział, że po nieudanym zamachu stanu zatrzymano już ponad 18 tys. osób, a 9677 spośród nich zostało aresztowanych; prawie 50 tysiącom osób unieważniono paszporty. (tvn24.pl, tvn24.pl)

## 28 lipca
- 400 funkcjonariuszy brało udział w obławie w Hildesheim, koło Hanoweru. Celem akcji była radykalna organizacja Islamski Krąg Niemieckojęzyczny, zachęcająca muzułmanów do brania udziału w dżihadzie. (wp.pl)
- Ponad 130 redakcji, tytułów i firm na rynku mediów zostało zamkniętych przez władze Turcji w reakcji na nieudany wojskowy zamach stanu z 15 lipca. Wśród nich są trzy agencje prasowe i 16 kanałów telewizyjnych oraz 45 dzienników, 23 stacje radiowe, 15 magazynów i 29 wydawnictw i firm dystrybucyjnych. (tvn24.pl)
- Prezydent Francji François Hollande zapowiedział powołanie Gwardii Narodowej, formacji złożonej z ochotników, która ma pomóc w pracy służbom odpowiedzialnym za porządek i bezpieczeństwo w kraju po serii zamachów terrorystycznych. (polskieradio.pl)
- Pedro Pablo Kuczynski, doświadczony ekonomista, były bankier z Wall Street, został zaprzysiężony na prezydenta Peru. 77-letni Kuczynski, były premier, jest najstarszym demokratycznie wybranym prezydentem w historii kraju. (tvn24.pl)
- Nurkowie, badający wrak szwedzkiego okrętu Kronan, który zatonął w 1676 roku u szwedzkich wybrzeży (niedaleko wyspy Olandia), odnaleźli m.in. pierścień z diamentem oraz masę, która według naukowców jest serem sprzed ponad 340 lat. (tvn24.pl, polskieradio.pl)
- Według naukowców z Boston University’s Center for Space Physics twierdzą, że masywna burza na Jowiszu, Wielka Czerwona Plama silnie oddziałuje na zewnętrzne warstwy atmosfery planety i mocno je podgrzewa. Wyniki badań emisji w podczerwieni wskazały, że temperatura atmosfery 800 km nad Wielką Czerwoną Plamą może być o setki stopni wyższa, niż dotąd przypuszczano. (rmf24.pl)
- Za pomocą modelowania trójwymiarowego naukowcy zdiagnozowali złośliwego raka w kości stopy należącej do człowieka, który zmarł między 1,6 a 1,8 mln lat temu. (national-geographic.pl)

## 27 lipca
- 44 osoby zginęły w zamachu bombowym w mieście Al-Kamiszli w północno-wschodniej Syrii. Celem ataku był lokalny komisariat kurdyjskiej policji oraz okoliczne budynki rządowe. Do przeprowadzenia ataku wykorzystano ciężarówkę wyładowaną dużą ilością materiałów wybuchowych. (wp.pl)
- W fabryce amunicji na terenie zakładu zbrojeniowego „Araz” w miejscowości Szirwan w Azerbejdżanie doszło do licznych eksplozji, pożaru. Wiele osób zostało rannych, w tym sześć w stanie ciężkim. (wp.pl)
- Delegaci na krajową konwencję Partii Demokratycznej w Filadelfii formalnie nominowali Hillary Clinton kandydatką partii na prezydenta. Zgodnie z wynikami prawyborów, Clinton zdobyła głosy delegatów znacznie powyżej wymaganego minimum potrzebnego do nominacji. (wp.pl)
- Sędzia Paul L. Friedman orzekł, że John Hinckley Jr., który w 1981 roku usiłował zabić ówczesnego prezydenta USA Ronalda Reagana, będzie mógł opuścić szpital psychiatryczny w Waszyngtonie i zamieszkać w Wirginii. (tvn24.pl)
- W wieku 105 lat w Paryżu zmarł Józef Hurwic, chemik i popularyzator nauki, jeden z najstarszych polskich profesorów, od roku 1969 przebywający na emigracji we Francji. (nekrologi.wyborcza.pl)

## 26 lipca
- W Mogadiszu doszło do co najmniej dwóch wybuchów, które miały mieć miejsce na lotnisku. W wyniku tych eksplozji zginęło osiem osób. Nine News Australia poinformowała jednocześnie o kolejnym wybuchu przed budynkiem ONZ, w którym życie straciły trzy osoby. (onet.pl)
- W ataku dwóch nożowników w kościele w Saint-Etienne-du-Rouvray, zginęły trzy osoby (w tym zastrzeleni zamachowcy), a trzy zostały ranne. (tvn24.pl)
- Napastnik postrzelił lekarza i popełnił samobójstwo w berlińskiej klinice im. Benjamina Franklina. Do tragicznego incydentu doszło w dzielnicy Steglitz. Lekarz był w stanie ciężkim, jednak mimo reanimacji zmarł. (onet.pl)
- W następstwie nieudanego puczu, do którego doszło 15 lipca w Turcji, zwolniono ponad 1,1 tys. pracowników instytucji religijnych. (tvn24.pl)
- Premier Beata Szydło zapowiedziała na konferencji prasowej likwidację Ministerstwa Skarbu Państwa, które będzie działało do końca 2016 roku. Jego obowiązki przejmie nowy podmiot. Resort zapowiedział również likwidację NFZ. Zostanie on zastąpiony państwowym funduszem celowym. (onet.pl)
- W Krakowie rozpoczęły się Światowe Dni Młodzieży 2016, które potrwają do 31 lipca. (wp.pl)
- Pilotowany przez Szwajcara Bertranda Piccarda samolot o napędzie słonecznym Solar Impulse 2 zakończył w stolicy Zjednoczonych Emiratów Arabskich, Abu Zabi, rozpoczętą przed ponad rokiem pierwszą podróż dookoła świata, pokonując odległość 40 tys. km[2].

## 25 lipca
- W ataku nożownika w ośrodku dla osób niepełnosprawnych w japońskim mieście Sagamihara zginęło 19 osób, a 25 zostało rannych, w tym 20 w stanie ciężkim. (tvn24.pl, wp.pl)
- Co najmniej dwie osoby nie żyją, a 16 zostało rannych w strzelaninie w klubie nocnym w Fort Myers na Florydzie. (wp.pl)
- Jeden żołnierz nie żyje, a ośmiu zostało rannych w wyniku eksplozji na poligonie Szeroki Łan w obwodzie mikołajowskim na południu Ukrainy. Do incydentu doszło w czasie ćwiczeń. (tvn24.pl)
- W Niemczech, Austrii i na Węgrzech policja zatrzymała 17 osób z szajki przemytników ludzi, którzy, jak się szacuje, nielegalnie przerzucili przez granicę ok. 1000 uchodźców. (wp.pl)
- Tureckie władze wydały nakazy aresztowania 42 dziennikarzy. Jak podają telewizje NTV i CNN-Turk, nakazy aresztowania dotyczą m.in. znanej komentatorki Nazli Ilicak. Z kolei narodowe tureckie linie lotnicze Turkish Airlines poinformowały o zwolnieniu 211 pracowników. (wp.pl, tvn24bis.pl)
- W pobliżu wybrzeży Australii wystąpiło silne podwodne trzęsienie ziemi o sile 6,1 stopnia w skali Richtera. Trzęsienie ziemi miało miejsce na głębokości 15 km. Epicentrum znajdowało się u wybrzeży Queenstown. (onet.pl)

## 24 lipca
- Co najmniej 12 osób zginęło, a 22 zostały ranne w wyniku samobójczego zamachu w szyickiej dzielnicy Bagdadu. Odpowiedzialność za zamach wzięło na siebie Państwo Islamskie. (wp.pl)
- Cztery osoby poniosły śmierć w rezultacie strzelaniny w bloku mieszkalnym w miejscowości Bastrop, w stanie Teksas. (wp.pl)
- Jedna osoba zginęła (zamachowiec), a 12 zostało rannych w wyniku zamachu bombowego w Ansbach, w południowych Niemczech. Odpowiedzialność za zamach wzięło na siebie Państwo Islamskie. (tvn24.pl, wp.pl)
- Setki tysięcy ludzi protestowały na słynnym placu Taksim w europejskiej części Stambułu przeciwko zamachowi stanu z 15 lipca i odchodzeniu przez władze od republikańskich tradycji Turcji. (onet.pl)
- Zakończyły się, rozgrywane w Bydgoszczy, mistrzostwa świata juniorów w lekkoatletyce. (iaaf.org)
- Brytyjczyk Chris Froome (Team Sky) zwyciężył w wieloetapowym wyścigu kolarskim Tour de France. (letour.fr)
- Gra Wiedźmin 3: Dziki Gon autorstwa polskiego studia CD Projekt otrzymała miano gry komputerowej wszech czasów. Taką decyzję podjęli użytkownicy amerykańskiego serwisu Metacritic. (tvn24bis.pl)

## 23 lipca
- Co najmniej 80 osób zginęło w samobójczym zamachu bombowym w Kabulu, dokonanym na szyicką mniejszość Hazarów, a ponad 230 osób zostało rannych. (tvn24.pl)
- W wyniku powodzi w Chinach zginęły już 154 osoby. Najbardziej ucierpiała prowincja Hebei, gdzie zginęło 114 osób, a 111 uważa się za zaginione. Ewakuowano tutaj ok. 300 tys. osób. Z kolei w mieście Xingtai zginęło 25 osób, a 13 innych jest zaginionych. (tvnmeteo.tvn24.pl)
- Malezyjskie siły bezpieczeństwa udaremniły zamach bombowy na wysokich rangą przedstawicieli policji i zatrzymały 14 domniemanych członków Państwa Islamskiego. (tvn24.pl)
- Agenci hiszpańskiej Policji Krajowej rozbili na Ibizie organizację przestępczą handlującą bronią. Na czele stał b. polski wojskowy, multimilioner podający się za dyplomatę, jest oskarżony o międzynarodowy handel bronią i wymuszenia na przedsiębiorcach. (onet.pl)

## 22 lipca
- W strzelaninie w Monachium zginęło co najmniej 9 osób, a wiele zostało rannych. W mieście wprowadzono stan nadzwyczajny. (wp.pl)
- Indyjskie siły powietrzne poinformowały, że straciły kontakt ze swym samolotem, który leciał z Madrasu będąc nad indyjskim terytorium związkowym wyspy Andamany i Nikobary. Na pokładzie było 29 osób. (wp.pl)
- Francuskie siły bezpieczeństwa ewakuowały nielegalne obozowisko migrantów, które niedawno powstało na północy Paryża. Podczas operacji ewakuowano ponad 1 tys. migrantów. Podczas akcji użyto pałek i gazu łzawiącego, przeciwko czemu zaprotestowali przedstawiciele merostwa. (wp.pl)
- W ramach ścigania sprawców nieudanego przewrotu wojskowego sprzed tygodnia, tureckie władze wydały nakaz aresztowania 300 członków Gwardii Prezydenckiej. (tvn24.pl)
- Chińscy robotnicy w asyście policji i żołnierzy rozpoczęli rozbiórkę największego tybetańskiego ośrodka studiów buddyjskich Larung Gar w autonomicznej tybetańskiej prefekturze Garze w Syczuanie. (wp.pl)
- Dziennik „Nikkei” poinformował, że przedsiębiorstwo Funai Electric pod koniec lipca wyprodukuje ostatni magnetowid, którymi zajmuje się od 33 lat. Będzie to całkowity koniec ery magnetowidów. (tvn24bis.pl)
- Podczas mityngu Diamentowej Ligi w Londynie Amerykanka Kendra Harrison ustanowiła wynikiem 12,20 rekord świata w bieg na 100 metrów przez płotki. (iaaf.org)

## 21 lipca
- Co najmniej 43 cywilów, w tym jedenaścioro dzieci zginęło podczas bombardowań regionów w Syrii kontrolowanych przez rebeliantów. Celem ataku było między innymi miasto Duma i tamtejszy targ oraz okolice miasta Aleppo. (wp.pl)
- Armeńska policja aresztowała kilkadziesiąt osób w Erywaniu po gwałtownych starciach, do których doszło dzień wcześniej między siłami bezpieczeństwa a demonstrantami. Zebrani domagali się od władz rozwiązania kryzysu w sposób pokojowy. Policja użyła gazu łzawiącego i granatów hukowych. Rannych zostało ponad 50 osób, w tym 25 policjantów. (wp.pl)
- Turcja częściowo zawiesza Europejską Konwencję Praw Człowieka z powodu wprowadzenia stanu wyjątkowego w kraju. Według agencji EFE Ankara chce odstąpić od tej konwencji na ok. 40–45 dni. (onet.pl)
- W Bagdadzie, stolicy Iraku, temperatura sięgnęła 51 stopni, a na południu kraju stacje meteorologiczne zarejestrowały 53 stopnie Celsjusza. Pracownikom sektora publicznego przydzielono z tego powodu dwa dni wolne od pracy. (wp.pl)
- 68 rosyjskich lekkoatletów, którzy znaleźli się w składzie na igrzyska olimpijskie w Rio de Janeiro, nie będzie mogło na nie pojechać. Tak zadecydował Trybunał Arbitrażowy ds. Sportu w Lozannie, który odrzucił ich apelację. (tvn24.pl)

## 20 lipca
- Co najmniej 17 żołnierzy zginęło, a 35 zostało rannych w rezultacie skoordynowanego ataku terrorystycznego na bazę wojsk rządowych w Nampala, w środkowej części Mali. Do ataku przyznali się islamiści, ale także jedno z ugrupowań opozycyjnych. (onet.pl)
- W wyniku wybuchu bomby podłożonej w samochodzie w Kijowie zginął znany białoruski, rosyjski i ukraiński dziennikarz, 44-letni Pawieł Szaramiet. (onet.pl)
- Prezydent Turcji Recep Tayyip Erdoğan po spotkaniu z doradcami ds. bezpieczeństwa narodowego ogłosił na terenie kraju 3-miesięczny stan wyjątkowy. (wp.pl)
- 99 spośród ok. 360 tureckich generałów zostało formalnie oskarżonych w związku z próbą zamachu stanu z 15 lipca, a kolejnych 14 pozostaje w areszcie. 900 policjantów zostało zawieszonych. Ponadto zawieszonych w pełnionych obowiązkach zostało kolejnych 6500 pracowników szkolnictwa oraz zamknięto 626 instytucji oświaty.(wp.pl, onet.pl)
- Delegaci na konwencję Partii Republikańskiej w Cleveland formalnie nominowali Donalda J. Trumpa kandydatem tej partii na prezydenta w tegorocznych wyborach. Nowojorski miliarder przekroczył barierę 1270 głosów delegatów potrzebną do nominacji, kiedy ogłoszono wyniki głosowania delegatów ze stanu Nowy Jork. (wp.pl)

## 19 lipca
- 56 cywilów zginęło, a kilkadziesiąt osób zostało rannych w nalocie przeprowadzonym przez koalicję dowodzoną przez USA na północy Syrii. Z kolei w nalotach przeprowadzonych najpewniej przez Rosjan zginęło 21 osób. (tvn24.pl)
- Autokar z turystami z Chin kontynentalnych stanął w płomieniach na autostradzie w pobliżu stolicy Tajwanu, Tajpej. Zginęło 26 osób, wszyscy znajdujący się w autobusie. (wp.pl)
- Siedmiu ukraińskich żołnierzy zginęło, a 14 zostało rannych w Donbasie w wyniku ostrzału ukraińskich pozycji przez separatystów, używających artylerii. (wp.pl)
- Trzy osoby zginęły w strzelaninie, do której doszło w Spalding w Wielkiej Brytanii. (tvn24.pl)
- Tureckie władze w dalszym ciągu prowadzą czystki po próbie wojskowego zamachu stanu. W kancelarii premiera pracę straciło 257 osób, a w urzędzie ds. religijnych od obowiązków odsunięto 492 osoby. Czystki w tureckiej armii, policji, administracji publicznej i wymiarze sprawiedliwości dotknęły już ponad 50 tys. ludzi. 9322 osoby są objęte śledztwem w związku z próbą puczu. (tvn24.pl, wp.pl)

## 18 lipca
- W samobójczym zamachu bombowym w pobliżu punktu kontrolnego w zachodniej części miasta Al-Mukalla na południu Jemenu zginęło co najmniej dziewięciu policjantów. (wp.pl)
- W wyniku strzelaniny, do której doszło między policjantami a grupą uzbrojonych mężczyzn w Ałma Acie, największym mieście i dawnej stolicy Kazachstanu, zginęło sześć osób, a osiem zostało rannych. Według policji napastnik to prawdopodobnie islamski radykał. (wp.pl)
- Agencja prasowa Anatolia podała, że były dowódca tureckich sił powietrznych generał Akın Öztürk przyznał się w prokuraturze do zaplanowania próby zamachu stanu w Turcji. W związku z przewrotem zatrzymano dotychczas 7543 osoby, w tym 6038 wojskowych, 755 sędziów i 100 policjantów. Ponadto zwolniono ze służby 8 tys. policjantów. (tvn24.pl, wp.pl, onet.pl)
- Na Morzu Czarnym rozpoczęły się ćwiczenia Sea Breeze 2016, na które przybyło ponad 25 jednostek ze Stanów Zjednoczonych, Ukrainy, Rumunii i Turcji. (tvn24.pl)
- 4 osoby zginęły, a 4 zostały ranne w wyniku zamachu w Würzburgu. Zamachowca został zabity przez policję przy próbie ataku na funkcjonariuszy. Do zamachu przyznało się Państwo Islamskie. (mirror.co.uk, nto.pl)

## 17 lipca
- Trzej policjanci zostali zastrzeleni w Baton Rouge w amerykańskim stanie Luizjana, gdzie na początku lipca policjant podczas próby zatrzymania zabił czarnoskórego sprzedawcę, co wywołało falę protestów. (wp.pl)
- W Tbilisi zakończyły się, pierwsze w historii, mistrzostwa Europy juniorów młodszych w lekkoatletyce. (domtel-sport.pl)
- W rozegranym w Krakowie finale ligi światowej siatkarzy Serbia pokonała Brazylię 3:0. (sport.pl)
- W Tokio zanotowano trzęsienie ziemi o sile 5 stopni w skali Richtera. Epicentrum wstrząsów znajdowało się 44 km na północny zachód od Tokio, na głębokości 44 km. Nie ma informacji o ewentualnych szkodach i o ofiarach. (onet.pl)

## 16 lipca
- Zginęło 265 osób, a 1440 zostało rannych w wyniku zamachu stanu w Turcji. Ponadto władze tureckie nakazały aresztowanie 2745 sędziów i prokuratorów. Z kolei prezydent Recep Tayyip Erdoğan zażądał od władz USA wydania lub aresztowania przebywającego na terytorium Stanów Zjednoczonych opozycyjnego tureckiego kaznodziei muzułmańskiego Fethullaha Gulena. (onet.pl, wp.pl)

## 15 lipca
- Doszło do zamachu stanu w Turcji. Ogłoszono stan wyjątkowy. W Stambule żandarmeria wojskowa częściowo zamknęła dwa mosty nad cieśniną Bosfor, łączące Europę z Azją. (wp.pl)
- Synod Kościoła Anglikańskiego w Kanadzie, trzeciego co do wielkości Kościoła w kraju, uznał małżeństwa osób tej samej płci. Za taką decyzją głosowała większość biskupów i świeckich. (tvn24.pl)
- Za zgodą Białego Domu Kongres USA odtajnił 28 stron swojego raportu z 2002 roku poświęconego zamachom z 11 września 2001 roku. (tvn24.pl)
- Pakistańska osobowość internetowa Qandeel Baloch została zamordowana w wyniku tzw. zabójstwa honorowego. (tvn24.pl)

## 14 lipca
- W Nicei podczas uroczystości związanych ze Świętem Narodowym Francji doszło do zamachu, w wyniku którego zginęły co najmniej 84 osoby, a 202 zostały ranne. (onet.pl, tvn24.pl, onet.pl)
- Abu Umar asz-Sziszani, czyli Omar Czeczen, uznawany powszechnie przez zachodnie wywiady za „ministra wojny” Państwa Islamskiego, zginął w czasie walk pod Mosulem w Iraku. (tvn24.pl)
- Federalny sąd apelacyjny w Nowym Jorku orzekł, że Microsoftu, ani żadnej innej amerykańskiej firmy nie można zmusić do wydania e-maili przechowywanych na serwerach poza Stanami Zjednoczonymi. (tvn24bis.pl)
- Ulewne deszcze zalały częściowo Gdańsk i spowodowały śmierć 2 osób. (dziennikbaltycki.pl)

## 13 lipca
- Co najmniej siedem osób zginęło, a 11 zostało rannych w wybuchu samochodu pułapki w północnej części Bagdadu. Do ataku przyznało się Państwo Islamskie. (wp.pl)
- Czterech migrantów utonęło u wybrzeży greckiej wyspy Lesbos, gdy przewrócił się ponton, którym płynęli z Turcji. (onet.pl)
- Theresa May została premierem Wielkiej Brytanii. (polskatimes.pl)
- Cesarz Japonii Akihito poinformował, że w ciągu kilku lat zakończy swoje panowanie. Władzę ma przejąć jego 56-letni syn, książę Naruhito. (wp.pl)
- Ponad 1 tys. żołnierzy jednostek nadbrzeżnych Floty Bałtyckiej brało udział w manewrach na wodach w pobliżu obwodzie królewieckim. Na Bałtyku ćwiczenia prowadzą z kolei duży okręt desantowy „Aleksander Szabalin” i wielozadaniowa korweta „Bojkij”, które ćwiczą m.in. ostrzał artyleryjski oraz desantowanie żołnierzy. (wp.pl)

## 12 lipca
- 27 osób zginęło a 50 rannych w wyniku czołowego zderzenia lokalnych pociągów w Apulii na południu Włoch. Do katastrofy doszło niedaleko miasta Bari na trasie kolejowej między miejscowościami Andria i Corato. (wp.pl, wp.pl)
- Gigantyczny pożar w dolinie Santa Clarita w Kalifornii zmusił do ewakuacji 2 tys. osób. Ogień objął obszar 40 tys. hektarów i strawił 280 domów na północ od Los Angeles[3].
- Stały Trybunał Arbitrażowy w Hadze uznał za bezzasadne roszczenia Chin ws. Morza Południowochińskiego. Pekin traktował znaczną część akwenu jako własną strefę ekonomiczną. (wp.pl)
- Dziennik „Frankfurter Allgemeine Zeitung” podał, powołując się na raport parlamentarnej komisji ds. kontroli służb, że niemiecki wywiad zagraniczny BND inwigilował kilkudziesięciu prezydentów, premierów i ministrów oraz ich biura w krajach UE i NATO. Łącznie inwigilowano 3,3 tys. celów. (tvn24.pl)
- Przyjęcie do służby nowego amerykańskiego lotniskowca atomowego USS Gerald R. Ford zostało ponownie odsunięte w czasie. Stoczniowcy wykańczający okręt natykają się na niespodziewane problemy z różnymi nowymi systemami. (tvn24.pl)
- W wieku 57 lat zmarł lider chorwackich Serbów Goran Hadžić, który był oskarżony o zbrodnie przeciw ludzkości i zbrodnie wojenne wobec ludności chorwackiej w latach 90. (wp.pl)

## 11 lipca
- 23 osoby zginęły w trwających od trzech dni starciach w należącej do Indii części Kaszmiru, wywołanych śmiercią popularnego dowódcy separatystów. (tvn24.pl)
- Samolot transportowy Lockheed C-130 Hercules należący do portugalskiej armii rozbił się w pobliżu bazy Montijo, niedaleko stolicy tego kraju, Lizbony. W wypadku zginęły trzy osoby, a jedna została ranna. (wp.pl)
- Trzy osoby zginęły w wyniku strzelaniny, do której doszło w sądzie w miasteczku St. Joseph, w hrabstwie Berrien, na południowym zachodzie stanu Michigan. Kilka osób zostało rannych, w tym zastępca szeryfa. Wśród zabitych jest napastnik. (wp.pl, onet.pl)
- Dziewięć osób zginęło, a 18 uznano za zaginione, gdy w weekend do południowo-wschodnich Chin dotarł tajfun Nepartak, który przyniósł silne wiatry i ulewne deszcze. (onet.pl)
- Naukowcy natrafili na cmentarz Filistynów poza murami starożytnego Aszkelonu, jednego z pięciu głównych filistyńskich miast, położonego ok. 30 km od Tel Awiwu. Nekropolia może mieć nawet trzy tysiące lat. Archeolodzy odkryli tam ponad 150 szkieletów. W nienaruszonych grobach zachowały się także naczynia, biżuteria i broń. (onet.pl)

## 10 lipca
- Czterech tureckich żołnierzy zginęło w pobliżu granicy z Irakiem. Do zdarzenia doszło w prowincji Hakkari. Przy drodze, po której poruszał się wojskowy patrol doszło do eksplozji ładunku wybuchowego. (wp.pl)
- W Stanach Zjednoczonych trwały protesty przeciwko zastrzeleniu w ubiegłym tygodniu przez policję dwóch czarnoskórych mężczyzn. W Saint Paul w Minnesocie doszło do starć, podczas których kilkadziesiąt osób zostało aresztowanych. (wp.pl)
- Rządząca w Japonii koalicja Partii Liberalno-Demokratycznej premiera Shinzō Abego z buddyjską Komeito wyborach do wyższej izby parlamentu odniosła zwycięstwo. (tvn24.pl)
- Premier Australii Malcolm Turnbull ogłosił, że jego konserwatywna koalicja na czele z Partią Liberalną Australii odniosła zwycięstwo w wyborach parlamentarnych z 2 lipca. (wp.pl)
- W Stanach Zjednoczonych zbudowano współczesną Arkę Noego. Ma 155 m długości, 15 m wysokości i 26 m szerokości. Koszt jej budowy wyniósł 100 milionów dolarów. (wp.pl)
- Szkot Andy Murray triumfował w grze pojedynczej mężczyzn podczas wielkoszlemowego turnieju tenisowego – Wimbledonu. W finale pokonał Milosa Raonica 6-4, 7-6, 7-6. (protennislive.com)
- Zakończyły się, rozgrywane w Amsterdamie, mistrzostwa Europy w lekkoatletyce. W klasyfikacji medalowej 1. miejsce zajęła Polska. (european-athletics.org)
- Zakończyły się rozgrywane we Francji mistrzostwa Europy w piłce nożnej. W finale po dogrywce reprezentacja Portugalii pokonała gospodarzy 1:0 (0:0). (sport.pl)

## 9 lipca
- Po zakończeniu demonstracji zorganizowanej przez sympatyków skrajnej lewicy wybuchły zamieszki we wschodnioberlińskiej dzielnicy Friedrichshain. Brało w niej udział około 3 tys. osób. Bilans starć to 123 rannych funkcjonariuszy, 86 zatrzymań, zniszczone sklepowe witryny i samochody. (wp.pl)
- Zakończył się dwudniowy Szczyt Sojuszu Północnoatlantyckiego, którego gospodarzem była Polska. Podczas niego podjęto decyzje o: wzmocnieniu wschodniej flanki NATO; ogłoszono wstępną gotowość operacyjną tarczy antyrakietowej w Rumunii; wsparcie dla Ukrainy; poparto aspiracje Gruzji do członkostwa w NATO; nowej misji na Morzu Śródziemnym; walce z Państwem Islamskim oraz zaangażowaniu i pomocy dla Afganistanu. (wp.pl, onet.pl)
- Brytyjski rząd formalnie odrzucił internetową petycję ws. nowego głosowania, którą podpisało 4,1 mln osób. (wp.pl)
- Korea Północna wystrzeliła ze swojego okrętu podwodnego pocisk balistyczny. Test przeprowadzono na wodach morskich po wschodniej stronie Półwyspu Koreańskiego. Próba nie powiodła się. (tvn24.pl)
- Włoska Gwardia Finansowa aresztowała dwóch Polaków niedaleko Rzymu, którzy na 15-metrowym jachcie przemycali ponad 3 tony haszyszu. Kurs i manewry jednostki wzbudziły podejrzenia służb morskich. (wp.pl)
- Międzynarodowy zespół astronomów ze Stanów Zjednoczonych, Niemiec i Francji przeprowadził obserwacje, dzięki którym udało się odkryć bardzo nietypową planetę (nazwanej HD 131399Ab), na której niebie są aż trzy słońca. W zależności od pory roku, może tam panować prawie nieustanny dzień. Na dodatek dokonano tego techniką uzyskania bezpośredniego obrazu obiektu. (onet.pl)
- Amerykanka Serena Williams zwyciężyła w grze pojedynczej kobiet w turnieju tenisowym Wimbledonie, pokonując w finale Angelique Kerber 7-5, 6-3 i wyrównując rekord zwycięstw wielkoszlemowych należący do Steffi Graf. (wtatennis.com)
- W Hiszpanii, w trakcie korridy zginął pierwszy od 1985 roku, torreador – Víctor Barrio. (elmundo.es)
- W wyniku pożaru spłonął XIX-wieczny pałac we wsi Panowice, w województwie lubuskim. (gazetalubuska.pl, se.pl)

## 8 lipca
- Tajfun Nepartak dotarł do wschodniej części Tajwanu, przynosząc silne wiatry o sile 163 km/h i ulewne deszcze. Zginęły dwie osoby, a ok. 70 zostało rannych. W całym kraju ewakuowano ponad 15 tys. ludzi. W ok. 390 tys. gospodarstw domowych doszło do przerw w dostawach prądu, głównie w rejonach Pingdong i Taidong. Na wyspie wstrzymano ruch pociągów oraz odwołano ponad 600 lotów, a ok. 200 połączeń lotniczych zostało opóźnionych. (onet.pl)
- Dwaj rosyjscy piloci zginęli niedaleko Palmiry w Syrii, gdy bojownicy Państwa Islamskiego zestrzelili syryjski śmigłowiec, na którym wykonywali misję. (wp.pl)
- W Warszawie rozpoczął się Szczyt NATO. (tvn24.pl)
- Miał miejsce pożar zabytkowej Willi Reinholda Richtera w Łodzi, który strawił znaczną część oryginalnej więźby dachowej tego budynku. (expressilustrowany.pl)

## 7 lipca
- Co najmniej 35 osób zginęło a 60 zostało rannych w rezultacie dokonanego ataku na szyickie Mauzoleum Sajida Mohammeda bin Ali al-Hadiego w miejscowości Balad, położonej w odległości 93 km na północ od Bagdadu. (wp.pl)
- Dwóch snajperów strzelało do policjantów podczas ulicznych protestów przeciwko brutalności policji w Dallas, w stanie Teksas. Pięciu policjantów zginęło a sześciu jest rannych podczas demonstracji po zabiciu przez funkcjonariuszy dwóch Afroamerykanów. (wp.pl)
- W zakładzie w Birmingham na pracowników runęła betonowa ściana składowiska złomu. Zginęło pięć osób, jedna została ranna. (wp.pl)
- Polscy żołnierze znajdą się w kontyngencie wojsk NATO, który od przyszłego roku będzie stacjonował na Łotwie. (onet.pl)
- Sąd w Watykanie uniewinnił dwóch włoskich dziennikarzy Gianluigiego Nuzziego i Emiliano Fittipaldiego, sądzonych wraz z trzema innymi osobami ws. Vatileaks, czyli wycieku i publikacji tajnych dokumentów o finansach Stolicy Apostolskiej. Wyroki skazujące otrzymało dwoje byłych członków papieskiej komisji ds. reformy finansów: hiszpański ksiądz Lucio Angel Vallejo Balda i świecka doradczyni Francesca Chaouqui. (wp.pl, tvn24.pl)
- Na Międzynarodową Stację Kosmiczną wyruszła pierwsza kapsuła załogowa z nowej serii Sojuz MS: Sojuz MS-01, z trojgiem kosmonautów na pokładzie (Anatolij Iwaniszyn, Takuya Onishi, Kathleen Rubins). (kosmonauta.net)

## 6 lipca
- Sąd Najwyższy RPA wydał ostateczny wyrok w sprawie niepełnosprawnego lekkoatlety i paraolimpijczyka Oscara Pistoriusa. Skazano go na sześć lat pozbawienia wolności za morderstwo swojej partnerki Reevy Steenkamp. Pistorius bezpośrednio po odczytaniu wyroku trafił do więzienia. Nie może się już odwoływać. (tvn24.pl)

## 5 lipca
- Co najmniej 16 osób zginęło w zamachu samobójczym w kontrolowanym przez Kurdów mieście Al-Hasaka na północnym wschodzie Syrii. (wp.pl)
- Siedem osób zginęło w katastrofie tureckiego śmigłowca wojskowego, który rozbił się na północnym wschodzie kraju. (wp.pl)
- Do 250 wzrosła liczba ofiar śmiertelnych niedzielnego zamachu samobójczego w Bagdadzie, do którego przyznała się ekstremistyczna sunnicka organizacja Państwo Islamskie. (wp.pl)
- Po pięciu latach od startu z Ziemi amerykańska sonda Juno weszła na orbitę polarną Jowisza. Ma przeprowadzić badania atmosfery i wnętrza tej planety (gazeta.pl)
- W Syrii miała miejsce katastrofa amerykańskiego drona bojowego MQ-9 Reaper. Po upadku na ziemię maszyna została zbombardowana przez siły koalicyjne. Jest to pierwszy wypadek tak dużej maszyny bezzałogowej w Syrii. (wp.pl)

## 4 lipca
- Co najmniej 186 osób zginęło, a 45 uznano za zaginione w wyniku powodzi wywołanej przez silne opady deszczu w dorzeczu Jangcy w środkowych i południowych Chinach. (onet.pl)
- Doszło do samobójczego zamachu bombowego w pobliżu świętych miejsc islamu w Medynie. W wyniku eksplozji zginęło czterech oficerów służby bezpieczeństwa, a pięciu odniosło rany. (wp.pl)
- Przed konsulatem USA w Dżuddzie w Arabii Saudyjskiej doszło do zamachu samobójczego. Zginął zamachowiec, a dwie osoby zostały ranne. (onet.pl)
- Nigel Farage zrezygnował z przywództwa eurosceptycznej Partii Niepodległości Zjednoczonego Królestwa. Polityk zaznaczył, że ustępuje ze stanowiska po osiągnięciu celu, jakim było wygranie referendum w sprawie Brexitu. (onet.pl)
- Ling Jihua, były doradca poprzedniego przewodniczącego ChRL Hu Jintao, został skazany na dożywotnie więzienie za korupcję, nielegalne uzyskiwanie tajemnic państwowych i nadużycie władzy. Wyrok ogłoszono w Tiencinie po procesie prowadzonym za zamkniętymi drzwiami. (tvn24.pl)
- We Włoszech na wniosek prokuratury z Palermo aresztowano 38 osób z gangu przemytników migrantów. Finansowa „centrala” procederu znajdowała się w perfumerii w Rzymie. (onet.pl)
- Nowozelandzka policja przechwyciła 35 kg kokainy ukrytej w wysadzanej diamentami rzeźbie w kształcie końskiej głowy. Paczkę przesłano drogą lotniczą z Meksyku do Auckland. (tvn24.pl)

## 3 lipca
- Co najmniej 213 osób zginęło, a ponad 220 zostało rannych w samobójczym zamachu bombowym w Bagdadzie. Do zamachu przyznało się Państwo Islamskie. (tvn24.pl, wp.pl)
- W wyniku ulewnych deszczów monsunowych doszło w dystrykcie Chitral na północy Pakistanu (niedaleko granicy z Afganistanem) do gwałtownych powodzi, w których zginęło 30 osób. (tvnmeteo.tvn24.pl)
- Co najmniej 8 osób zginęło w katastrofie samolotu, który brał udział w gaszeniu pożarów w obwodzie irkuckim na Syberii. (tvn24.pl)

## 2 lipca
- 26 osób zginęło w katastrofie dalekobieżnego autokaru w północnych Chinach. Do zdarzenia doszło na autostradzie między miastami Tiencin i Jixian, ok. 80 km od Pekinu. (wp.pl)
- Policyjne siły specjalne odbiły z rąk uzbrojonych napastników budynek restauracji w stolicy Bangladeszu Dhace. W ataku terrorystycznym zginęło 20 zakładników. Podczas akcji zabito sześciu terrorystów. (wp.pl)
- Uzbrojony mężczyzna otworzył ogień w kawiarni na północy Serbii niedaleko miasta Zrenjanin (ok. 50 km od stolicy kraju Belgradu), w wyniku czego zginęło pięć osób a co najmniej 20 zostało rannych. (wp.pl)
- Dwóch czołowych przywódców Państwa Islamskiego, Basim Muhammad al-Badżari (zastępca „ministra wojny” IS) oraz Hatim Talib al-Hamduni (dowódca sił IS w rejonie Mosulu) zostało zabitych w rezultacie ataków lotniczych USA i sojuszników w rejonie irackiego Mosulu. (wp.pl)
- Dziesiątki tysięcy osób przeszły ulicami Londynu, protestując przeciw wynikowi referendum ws. członkostwa Wielkiej Brytanii w Unii Europejskiej. Demonstranci nie zgadzali się z wynikiem głosowania, podkreślając, że „zostali wprowadzeni w błąd”. (wp.pl)

## 1 lipca
- Czterech pirotechników zginęło, a jeden odniósł ciężkie obrażenia w wybuchu na byłym poligonie na terenie parku narodowego Hortobágy we wschodniej części Węgier. (wp.pl)
- Dwie osoby zginęły, a około 35 zostało rannych w wyniku strzelaniny do jakiej doszło w stolicy Bangladeszu Dhace. (onet.pl)
- Rosyjski samolot Ił-76 zaginął w rejonie Irkucka. Maszyna brała udział w gaszeniu pożaru lasu. Na jej pokładzie znajdowało się 10 osób. (wp.pl)
- Austriacki Trybunał Konstytucyjny unieważnił wynik II tury majowych wyborów prezydenckich. (wp.pl, niezalezna.pl)
- Zaczęły obowiązywać umowy stowarzyszeniowe zawarte pomiędzy UE a Gruzją i Mołdawią. (onet.pl)
- Podwodni archeolodzy znaleźli siedem antycznych wraków w okolicy greckiej wyspy Delos podczas poszukiwań morskich, które prowadzono w rejonie zatoki Skardana na Morzu Egejskim. Były to statki handlowe z różnych okresów w starożytności (w tym pięć z końca epoki hellenistycznej), jeden z okresu rzymskiego, na których znaleziono także wiele nietkniętych, zakorkowanych amfor. (wp.pl)
- Teleskop Hubble’a zarejestrował zorzę polarną na Jowiszu. Zostały wywołane przez burze magnetyczne na Słońcu. Zorze zarejestrowane na Jowiszu są tysiąc razy jaśniejsze od tych występujących na Ziemi. (onet.pl)
- Zakończyła się pierwsza część konserwacji rzymskiego Koloseum, podczas której oczyszczono i odnowiono zewnętrzne ściany amfiteatru. Gruntowny remont słynnego zabytku sfinansował włoski przedsiębiorca Diego Della Valle, przekazując na ten cel 25 mln euro. (tvn24.pl)